# Le Médecin malgré lui (film, 1910)
Pour plus de détails, voir Fiche technique et Distribution.
Le Médecin malgré lui est un film français réalisé par Émile Chautard, sorti en 1910.

## Fiche technique
- Titre : Le Médecin malgré lui
- Réalisation : Émile Chautard
- Scénario : Molière
- Pays d'origine : France
- Format : Noir et blanc - 1,33:1 - Film muet
- Genre : comédie
- Date de sortie : 1910

## Distribution
- Maurice de Féraudy : Sganarelle